# 브래드 델프
브래드 델프(영어: Brad Delp, 1951년 6월 12일 ~ 2007년 3월 9일)는 미국의 가수 겸 작곡가였다. 그는 록 밴드 보스턴과 RTZ의 리드 보컬로 가장 잘 알려져 있다.

## 어린 시절
델프는 1951년 6월 12일 매사추세츠주 피바디에서 프랑스계 캐나다인 이민자 사이에서 태어났고, 그는 매사추세츠주 댄버스에서 자랐다.

## 개인 생활
델프는 결혼을 하고 두 번 이혼했으며, 두 번째 부인인 미키 델프에게 두 아이를 낳았다. 그는 30년 넘게 채식주의자였고, 많은 자선단체에 기여했다.

## 음반 목록

### 보스턴
- Boston (1976)
- Don't Look Back (1978)
- Third Stage (1986)
- Corporate America (2002)
- Life, Love & Hope (2013)